# سباق الجائزة الكبرى للدراجات النارية موسم 2003
سباق الجائزة الكبرى للدراجات النارية موسم 2003 كان النسخة الـ 55 من بطولة العالم التي نظمها الاتحاد الدولي للدراجات النارية. تكون الموسم من 16 سباقا بدأ بجائزة اليابان الكبرى للدراجات النارية 2003 في 6 أبريل وانتهى بجائزة بلنسية الكبرى للدراجات النارية في 2 نوفمبر.

## النتائج
| الجولة | التاريخ   | الجائزة الكبرى                              | الحلبة                           | الفائز بفئة 125 سي سي | الفائز بفئة 250 سي سي | الفائز بفئة موتو جي بي | التقرير |
| ------ | --------- | ------------------------------------------- | -------------------------------- | --------------------- | --------------------- | ---------------------- | ------- |
| 1      | 6 أبريل   | جائزة اليابان الكبرى للدراجات النارية       | حلبة سوزوكا                      | ستيفانو بروجيني       | مانويل بوجيالي        | فالنتينو روسي          | التقرير |
| 2      | 27 أبريل  | جائزة جنوب أفريقيا الكبرى للدراجات النارية  |                                  | داني بيدروسا          | مانويل بوجيالي        | سيت جيبيرنو            | التقرير |
| 3      | 11 مايو   | جائزة إسبانيا الكبرى للدراجات النارية       | حلبة خيريز                       | لوسيو سيكتشينيلو      | توني إلياس            | فالنتينو روسي          | التقرير |
| 4      | 25 مايو   | جائزة فرنسا الكبرى للدراجات النارية         | حلبة دي لا سارث                  | داني بيدروسا          | توني إلياس            | سيت جيبيرنو            | التقرير |
| 5      | 8 يونيو   | جائزة إيطاليا الكبرى للدراجات النارية       | حلبة موجيلو                      | لوسيو سيكتشينيلو      | مانويل بوجيالي        | فالنتينو روسي          | التقرير |
| 6      | 15 يونيو  | جائزة كتالونيا الكبرى للدراجات النارية      | حلبة دي كاتلونيا                 | داني بيدروسا          | راندي دي بونيت        | لوريس كابيروسي         | التقرير |
| 7      | 28 يونيو  | كأس هولندا السياحية                         | حلبة أسن تي تي                   | ستيف جينكنير          | أنتوني وست            | سيت جيبيرنو            | التقرير |
| 8      | 13 يوليو  | جائزة بريطانيا الكبرى للدراجات النارية      | دونينجتون بارك                   | هيكتور باربيرا        | فونسي نييتو           | ماكس بياجي             | التقرير |
| 9      | 27 يوليو  | جائزة ألمانيا الكبرى للدراجات النارية       | ساتشسينرينج                      | ستيفانو بروجيني       | روبرتو رولفو          | سيت جيبيرنو            | التقرير |
| 10     | 17 أغسطس  | جائزة التشيك الكبرى للدراجات النارية        | حلبة برنو                        | داني بيدروسا          | راندي دي بونيت        | فالنتينو روسي          | التقرير |
| 11     | 7 سبتمبر  | جائزة البرتغال الكبرى للدراجات النارية      | حلبة إستوريل                     | بابلو نيتو            | توني إلياس            | فالنتينو روسي          | التقرير |
| 12     | 20 سبتمبر | جائزة ريو دي جانيرو الكبرى للدراجات النارية | حلبة نيلسون بيكيه الدولية        | خورخي لورنزو          | مانويل بوجيالي        | فالنتينو روسي          | التقرير |
| 13     | 5 أكتوبر  | جائزة المحيط الهادئ الكبرى للدراجات النارية | حلبة موتيجي                      | هيكتور باربيرا        | توني إلياس            | ماكس بياجي             |         |
| 14     | 12 أكتوبر | جائزة ماليزيا الكبرى للدراجات النارية       | حلبة سيبانغ الدولية              | داني بيدروسا          | توني إلياس            | فالنتينو روسي          | التقرير |
| 15     | 19 أكتوبر | جائزة أستراليا الكبرى للدراجات النارية      | حلبة الجائزة الكبرى بجزيرة فيليب | أندريا باليريني       | روبرتو رولفو          | فالنتينو روسي          | التقرير |
| 16     | 2 نوفمبر  | جائزة بلنسية الكبرى للدراجات النارية        | حلبة ريكاردو تورمو               | كيسي ستونر            | راندي دي بونيت        | فالنتينو روسي          | التقرير |